# Popnoname
Jens Uwe Beyer, bedre kendt som Popnoname er en techno-producer fra Tyskland.